# Gunther Baumann
Gunther Baumann (Lipsia, 19 gennaio 1921 – 7 febbraio 1990) è stato un allenatore di calcio e calciatore tedesco, di ruolo centrocampista.

## Palmarès

### Allenatore

#### Competizioni nazionali
- Fußball-Regionalliga: 1

Schweinfurt: 1965-1966